# Pflugerville
Pflugerville ist eine Stadt im Travis County im US-Bundesstaat Texas in den Vereinigten Staaten. Die Stadt liegt innerhalb der Metropolregion Greater Austin. Das U.S. Census Bureau hat bei der Volkszählung 2020 eine Einwohnerzahl von 65.191 ermittelt.

## Geographie
Die Stadt liegt im mittleren Südosten von Texas an der Farm Road 1825, östlich der Interstate 35 im Nordosten des Countys, rund 25 Kilometer nördlich von Austin und hat eine Gesamtfläche von 29,4 km². Gewässer auf dem Gebiet von Pflugerville sind der in den Jahren 2005 und 2006 angelegte künstliche See Lake Pflugerville und die beiden Bäche Gilleland Creek und Wilbarger Creek. Am Lake Pflugerville liegt der Lake Pflugerville Park, der 2010 eröffnet wurde.

## Geschichte
Benannt wurde der Ort nach Henry Pfluger (* 20. August 1803 in Altenhasungen, Hessen; † 8. November 1867 in Pflugerville), der 1849 mit seiner Familie aus Deutschland auswanderte und sich hier niederließ.

## Demografische Daten
Nach der Volkszählung im Jahr 2000 lebten hier 16.335 Menschen in 5.146 Haushalten und 4.425 Familien. Die Bevölkerungsdichte betrug 556,2 Einwohner pro km2. Ethnisch betrachtet setzte sich die Bevölkerung zusammen aus 77,18 % weißer Bevölkerung, 9,46 % Afroamerikanern, 0,24 % amerikanischen Ureinwohnern, 4,31 % Asiaten, 0,09 % Bewohnern aus dem pazifischen Inselraum und 5,99 % aus anderen ethnischen Gruppen. Etwa 2,74 % waren gemischter Abstammung und 16,69 % der Bevölkerung waren spanischer oder lateinamerikanischer Abstammung.
Von den 5.146 Haushalten hatten 56,4 % Kinder unter 18 Jahren, die im Haushalt lebten. 72,4 % davon waren verheiratete, zusammenlebende Paare. 10,4 % waren allein erziehende Mütter und 14,0 % waren keine Familien. 10,1 % aller Haushalte waren Singlehaushalte und in 1,7 % lebten Menschen, die 65 Jahre oder älter waren. Die Durchschnittshaushaltsgröße betrug 3,15 und die durchschnittliche Größe einer Familie belief sich auf 3,39 Personen.
34,6 % der Bevölkerung waren unter 18 Jahre alt, 6,0 % von 18 bis 24, 38,8 % von 25 bis 44, 16,9 % von 45 bis 64, und 3,7 % die 65 Jahre oder älter waren. Das Durchschnittsalter war 32 Jahre. Auf 100 weibliche Personen aller Altersgruppen kamen 97,3 männliche Personen. Auf 100 Frauen im Alter von 18 Jahren und darüber kamen 93,6 Männer.

Das jährliche Durchschnittseinkommen eines Haushalts betrug 71.985 USD, das Durchschnittseinkommen einer Familie 73.629 USD. Männer hatten ein Durchschnittseinkommen von 49.989 USD gegenüber den Frauen mit 32.188 USD. Das Prokopfeinkommen betrug 26.226 USD. 1,7 % der Bevölkerung und 1,7 % der Familien lebten unterhalb der Armutsgrenze. Davon waren 2,1 % Kinder und Jugendliche unter 18 Jahren und 1,3 % waren 65 oder älter.